# کروپیونیسکی
کروپیونیسکی (به اوکراینی: Кропивницький) شهری در استان کیرووهراد در کشور اوکراین است. جمعیت این شهر ۲۲۲,۶۹۵ نفر (۲۰۲۱ تخمینی) است.